# Ingolf Gabold
Ingolf Georg August Gabold (født 31. marts 1942 i Heidelberg, Tyskland, død 1. maj 2025) var en dansk komponist, der også virkede i mange andre roller, senest som dramachef i DR.
Gabold gik i skole indtil midt i 2. gymnasieklasse på Sankt Annæ Gymnasium. Efter nogen tid begyndte han at studere komposition ved Det Kongelige Danske Musikkonservatorium. Da hans lærer, Per Nørgård, brød med denne institution fulgte Gabold ham til Det Jyske Musikkonservatorium i Århus. I 1967 tog han herfra diplomeksamen. Efter nogle års løsere tilknytning blev Gabold i 1974 ansat ved Danmarks Radio som orkesterproducent. Han beskæftigede sig derefter med dramaturgi og mediekommunikation, var lærer ved Statens Teaterskole og lektor i medievidenskab ved Aarhus Universitet, virkede i 1991-1992 som programdirektør for DR, arbejdede for TV 2, TV3 og TvDanmark, skrev romanen Marias noter i 1998 før han i 1999 blev ansat som dramachef i Danmarks Radio. Han var manden bag serier som Den serbiske dansker, Rejseholdet, Nikolaj og Julie, Krøniken, Ørnen og Forbrydelsen. Han lagde navn til Ingolf i Cirkeline.
Han blev 10. januar 2003 Ridder af Dannebrog.
Ingolf Gabold var gift med læge Kikke Hagen. Han fik 3 børn. Restauratør Louise Gabold fra sit første ægteskab, med skuespillerinden Anne-Lise Gabold, samt kunstmaler Camilla Hagen Gabold og komponist og producer Nicolai Hagen Gabold med med Læge Kikke Hagen

## Musik
Gabolds sparsomme produktion er næsten fuldstændig koncentreret om vokalmusik, fortrinsvis musikdramatik. Hans musik tog ofte udgangspunkt i ikke-musikalske forestillinger af religiøs eller filosofisk karakter.
- Hans første stadig anerkendte værk er Visione, en kort kantate fra 1962[3]
- Han skrev kun et enkelt rent instrumentalt værk, Archetypon fra 1966, men det indgår ikke mere i hans officielle opusliste.
- Læsemusikken Parole sulla croce fra 1966 er en grafisk udlægning af Kristi korsord. Den er skrevet på tolvtonebasis, men ikke beregnet til opførelse.
- Für Louise fra 1966 for 9 solister
- Korværket Your Sister's drowned fra 1968 er inspireret af dybdepsykologen C. G. Jungs værker.
- Syv scener til Orfeus er en TV-opera fra 1970. Den fik i 1971 en førstepris for TV-operaer i Salzburg.
- Atlantis fra 1971 for stemmer og instrumenter
- Mod vandmandens tegn (TV-opera 1973)
- I nattens midte (scenisk korværk 1974)
- Sig nærmer tiden da jeg må væk (kor 1975)
- Cherubin (opera 1979)
- Four texts in music (1979)
- Written In Sand
- Notae ad/Mos. I 32, 24-32 (stemmer, akkordeon og orgel)